# Temple of the Dog
Temple of the Dog byl společný projekt členů skupin Soundgarden a Mother Love Bone, který vznikl v roce 1990 jako reakce na smrt zpěváka skupiny Mother Love Bone Andrewa Wooda na předávkování heroinem. Došlo v něm k unikátnímu spojení jedněch z nejlepších rockových zpěváků své doby Chrise Cornella, jenž byl Woodovým přítelem a spolubydlícím, a Eddieho Veddera. Na kytaru hrál Stone Gossard, na basu Jeff Ament (oba byli předchozími členy skupiny Mother Love Bone), dále Mike McCready na kytaru a Matt Cameron na bicí.
Dočasná skupina vydala pouze jediné album s názvem Temple of the Dog – vyšlo u A&M Records v roce 1991. Nahráno bylo v London Bridge Studios v Seattlu, Washington, USA. Produkoval ho Rick Parashar. Navzdory velké kvalitě potvrzené i hudební kritikou se album komerčně příliš neprosadilo až do roku 1992, kdy se Vedder, Ament, Gossard a McCready stali slavnými ve skupině Pearl Jam.
Album je plné pomalejších písní, odlišných od tehdejší tvorby grungeové kapely Soundgarden. S jemnými tóny kytar však skvěle kontrastuje síla Cornellova hlasu a v kombinaci s Vedderem jde o jeden z nejpozoruhodnějších projektů 90. let. Nejznámějšími skladbami jsou balady „Hunger Strike“, „Say Hello 2 Heaven“, „Call Me A Dog“ a „All Night Thing“.

## Diskografie
Studiové album
- Temple of the Dog (1991)

Singly
- „Hunger Strike“ (1991)
- „Say Hello 2 Heaven“ (1991)
- „Pushin Forward Back“ (1991)